# Craig Johnson (regista)
Craig Johnson (Bellingham, ...) è un regista e sceneggiatore statunitense.

## Biografia
Originario di Bellingham, nello stato di Washington, Johnson ha studiato teatro presso l'Università del Washington e ha lavorato per diversi anni nel teatro, in commedie a sketch e come presentatore educativo presso il Pacific Science Center di Seattle.
Nel 2002 si è trasferito a New York per studiare cinema alla Tisch School of the Arts. Il suo progetto di tesi e, al tempo stesso, il suo primo lungometraggio è intitolato True Adolescents ed è stato pubblicato nel 2009. Nel 2014 è uscito il suo secondo lungometraggio, Uniti per sempre, da lui co-sceneggiato (con Mark Heyman) e diretto, che vede come interpreti principali Bill Hader e Kristen Wiig.

## Vita privata
Johnson è dichiaratamente gay. Il 23 maggio 2015 ha sposato a Los Angeles il food blogger Adam Roberts, con cui era fidanzato da nove anni.

## Filmografia

### Regista
- True Adolescents (2009)
- Uniti per sempre (The Skeleton Twins) (2014)
- Looking - serie TV, episodio 2x09 (2015)
- Wilson (2017)
- Alex Strangelove (2018)
- The Parenting (2025)

### Sceneggiatore
- True Adolescents (2009)
- Uniti per sempre (The Skeleton Twins) (2014)
- Alex Strangelove (2018)